# Luxação esternoclavicular
Luxação esternoclavicular é a perda permanente da harmonia articular do esterno com a clavícula. Comumente provocada por queda direta sobre ombro.

## Quadro Clínico
Dor, edema, tumoração (clavícula deslocada pela ação do músculo esternocleidomastoideo).